# BZB Nr. 10 und 11 (Triebwagen)
Die Doppeltriebwagen 10 und 11 der Bayerischen Zugspitzbahn sind meterspurige Elektrotriebwagen für den gemischten Adhäsions- und Zahnradbetrieb, die von der Schweizerischen Lokomotiv- und Maschinenfabrik und Siemens geliefert wurden. Es waren die ersten Triebfahrzeuge der Zugspitzbahn, die die Gesamtstrecke bewältigen konnten.

## Geschichte
1987 lieferten SLM und Siemens mit den Fabriknummern 5316 und 5317 die beiden Doppeltriebwagen 10 und 11. Die Triebwagen wurden auf Basis der Doppeltriebwagen Bhe 4/8 für die Monte Generoso-Bahn entwickelt. Ähnliche Triebwagen verkehren auch auf der Cremallera de Núria in Spanien. Die Wendelsteinbahn besitzt zwei weitgehend baugleiche Doppeltriebwagen, die dort den gesamten Verkehr abwickeln.
Mit Inbetriebnahme der beiden Doppeltriebwagen 10 und 11 hätte man die Strecke zwischen Garmisch-Partenkirchen und Zugspitze umsteigefrei bewältigen können, aber da zwei Doppeltriebwagen nicht für die Abwicklung des gesamten Personenverkehrs ausreichen, wurden sie hauptsächlich auf der Talstrecke zwischen Garmisch und Grainau eingesetzt. Bei starken Fahrgastandrang pendelten die beiden Doppeltriebwagen zwischen Garmisch und Eibsee und die Triebwagen 1 bis 4, 5 und 6 zwischen Eibsee und Zugspitze. Die Doppeltriebwagen verdrängten die Tallokomotiven aus dem Regel-Personenzugdienst, was eine Fahrzeitreduzierung auf der Talstrecke zur Folge hatte. Seither ist es möglich, auf der Talstrecke einen Halbstunden-Takt anzubieten.
Beim Unfall im Katzenstein-Tunnel wurde der Doppeltriebwagen 10 schwer beschädigt und konnte erst nach der Reparatur im Frühjahr 2002 wieder eingesetzt werden.
Seit der Inbetriebnahme der Doppeltriebwagen 12 bis 16 wickeln die sechs Doppeltriebwagen die Hauptverkehrslast auf der Strecke ab.

## Technik
In jedem Drehgestell ist ein quergelagerter Motor angeordnet, der jeweils mit unterschiedlichen Getriebeübersetzungen entweder die talseitige Achse oder ein Triebzahnrad antreibt. Mit viermal 216 Kilowatt Motorleistung erreichen die Fahrzeuge auf der Talstrecke 70 km/h, zwischen Grainau und Eibsee bergwärts 30 km/h, zwischen Eibsee und Zugspitze bergwärts 20 km/h, sowie talwärts 24 bzw. 15 km/h. Sie haben 114 Sitz- und 90 Stehplätze, sind 29,3 Meter lang und 54,1 Tonnen schwer. Die zwei kurzgekuppelten Wagenkasten sind in Dünnblech-Bauweise mit Längssicken aufgebaut. Anders als die früher beschafften Fahrzeuge erhielten die Fahrzeuge je Hälfte einen Mitteleinstieg und die Führerstände separate Einstiege. Gesteuert wird der Antrieb mittels Gleichstromstellertechnik. Als Betriebsbremse wird eine Widerstandsbremse verwendet, die erstmals auch rückspeisefähig ist. Dazu kommt noch eine auf alle vier Getriebe wirkende Getriebebremse und eine auf alle vier Triebzahnräder wirkende Zahnradbremse. Für den Adhäsionsbetrieb ist zusätzlich noch eine Klotzbremse vorhanden. Die beiden Triebwagen sind untereinander doppeltraktionsfähig oder können alternativ einen Güterwagen als Vorstelllast mitführen.